# Hinokage
Hinokage (日之影町?) è una cittadina giapponese della prefettura di Miyazaki.